# نیزه‌ماهی پولک‌گرد
نیزه‌ماهی پولک‌گرد (نام علمی: Tetrapturus georgii) نام یک گونه از سرده چهارباله‌ای‌ها است.